# Dolicheremaeus mauritii
Dolicheremaeus mauritii är en kvalsterart som beskrevs av Sandór Mahunka 1978. Dolicheremaeus mauritii ingår i släktet Dolicheremaeus och familjen Tetracondylidae. Inga underarter finns listade i Catalogue of Life.